# Stanislav Henych
Stanislav Henych (ur. 19 lutego 1949 w Jilemnicach) – czechosłowacki biegacz narciarski, srebrny medalista mistrzostw świata.

## Kariera
Jego olimpijskim debiutem były igrzyska w Sapporo w 1972 roku. W swoim najlepszym indywidualnym występie, w biegu na 30 km zajął dziewiąte miejsce. Wraz z kolegami z reprezentacji zajął także ósme miejsce w sztafecie 4 × 10 km. Cztery lata później, podczas igrzysk olimpijskich w Innsbrucku jego najlepszym wynikiem było 10. miejsce w sztafecie. Indywidualnie był między innymi trzydziesty na dystansie 50 km.
W 1974 roku wystartował na mistrzostwach świata w Falun. Osiągnął tam największy sukces w swojej karierze zdobywając srebrny medal w biegu na 50 km, w którym lepszy okazał się jedynie Gerhard Grimmer z NRD. Reprezentanci Czechosłowacji z Henychem w składzie zajęli ponadto piąte miejsce w sztafecie.

## Osiągnięcia

### Igrzyska olimpijskie
| Miejsce | Dzień     | Rok  | Miejscowość | Konkurencja             | Czas biegu | Strata    | Zwycięzca            |
| ------- | --------- | ---- | ----------- | ----------------------- | ---------- | --------- | -------------------- |
| 9.      | 4 lutego  | 1972 | Sapporo     | 30 km stylem klasycznym | 1:36:31,15 | +2:53,14  | Wiaczesław Wiedienin |
| 21.     | 7 lutego  | 1972 | Sapporo     | 15 km stylem klasycznym | 45:28,24   | +1:57,57  | Sven-Åke Lundbäck    |
| 8.      | 13 lutego | 1972 | Sapporo     | Sztafeta 4 × 10 km      | 2:04:47,94 | +6:39,61  | ZSRR                 |
| 46.     | 8 lutego  | 1976 | Innsbruck   | 15 km stylem klasycznym | 43:58,47   | +4:32,76  | Nikołaj Bażukow      |
| 10.     | 11 lutego | 1976 | Innsbruck   | Sztafeta 4 × 10 km      | 2:07:59,72 | +4:50,27  | Finlandia            |
| 30.     | 14 lutego | 1976 | Innsbruck   | 50 km stylem klasycznym | 2:37:30,05 | +10:30,22 | Ivar Formo           |

### Mistrzostwa świata
| Miejsce | Dzień     | Rok  | Miejscowość | Konkurencja             | Czas biegu | Strata    | Zwycięzca          |
| ------- | --------- | ---- | ----------- | ----------------------- | ---------- | --------- | ------------------ |
| 13.     | 18 lutego | 1974 | Falun       | 30 km stylem klasycznym | 1:33:41,40 | +3:36,16  | Thomas Magnuson    |
| 9.      | 20 lutego | 1974 | Falun       | 15 km stylem klasycznym | 41:39,10   | +54,67    | Magne Myrmo        |
| 5.      | 21 lutego | 1974 | Falun       | Sztafeta 4 × 10 km      | 2:03:15,85 | +3:01,06  | NRD                |
| 2.      | 24 lutego | 1974 | Falun       | 50 km stylem klasycznym | 2:19:45,26 | +1:50,24  | Gerhard Grimmer    |
| 44.     | 19 lutego | 1978 | Lahti       | 30 km stylem klasycznym | 1:32:56,00 | +8:57,92  | Siergiej Sawieljew |
| 36.     | 26 lutego | 1978 | Lahti       | 50 km stylem klasycznym | 2:46:43,06 | +16:19,79 | Sven-Åke Lundbäck  |

### Puchar Świata
W sezonach 1973/1974 - 1980/1981 Puchar Świata rozgrywany był nieoficjalnie.

#### Miejsca w klasyfikacji generalnej
- sezon 1973/1974: 4.
- sezon 1974/1975: ?
- sezon 1975/1976: ?
- sezon 1976/1977: ?
- sezon 1977/1978: ?

#### Miejsca na podium
1. Falun – 24 lutego 1974 (50 km) – 2. miejsce
2. Davos – 18 grudnia 1976 (30 km) – 2. miejsce